# Bergamotplant
De bergamotplant (Monarda didyma) is een plant uit de lipbloemenfamilie (Lamiaceae). 

## Kenmerken
Bergamot is een plantenfamilie oorspronkelijk afkomstig uit Noord-Amerika waar de Indianen ze gebruikten als smaakmaker en medicinale plant. Alle soorten zijn aromatisch en hebben speciaal gevormde bloemen. De meeste soorten zijn meerjarig en wintervast in de Benelux. Bergamotplanten ruiken en smaken vergelijkbaar met bergamot-citroen.

## Keuken
De bergamotplant is eetbaar en kan gebruikt worden in salades, gelei, frisdranken en thees. De eetbare rode tot donker roze bloemen kunnen ook gebruikt worden om gerechten te versieren.

## Vermeerdering
Er zijn drie manieren om de Bergamot en Monarde-planten in het algemeen te vermeerderen: 
- via uitplanting van de zaden
- via stekken
- via deling van de moederplant na 2 tot 3 jaar